# 妙泉寺 (東金市)
大乘山妙泉寺（みょうせんじ）、または關叡山德道寺（とくどうじ）は、千葉県東金市山田にある天台宗系の寺院である。山号は関叡山。千葉厄除け不動尊の通称で知られ、祈願寺で初詣(新年初詣祈願大祭)には多くの参拝客で賑わう。

## 歴史
鎌倉時代の中期に妙泉法印が開基したとされる。少弐嘉頼、宗成職が祀られている。
1989年（平成元年）、徳道により中興され、千葉県東金市にその本尊釈迦如来、阿弥陀如来を遷座し、不動明王を勧請、諸堂が建立され現在に至る。
境内には、水子供養のための地蔵堂千葉子安地蔵尊や縁結び大社などがある。
年間行事には、初詣や新年祈願大祭が行われ、春彼岸会・お盆（盂蘭盆会）・秋彼岸会xなどの供養祭が行われている。夏季には夏越し大祓で茅の輪が設置される。
その他、安産祈願・初宮参り・七五三参りなどの子育てのお祝い祈願を年間を通して行っており、護摩堂内に祀られる千葉子育て観音に祈願する。